# Programme Barracuda
Pour les articles homonymes, voir Barracuda (homonymie).
Le programme Barracuda est un programme de construction de sous-marins français de Naval Group (ex DCNS), qui a donné : 
- la classe Suffren (ou type Barracuda), série de six sous-marins nucléaires d'attaque en construction pour la Marine nationale ;
- la classe Attack (ou type Shortfin Barracuda), un projet de douze sous-marins pour le compte de la Royal Australian Navy, abandonné le 15 septembre 2021 à la suite de la rupture du contrat par le gouvernement australien ;
- la classe Orka (ou type Blacksword Barracuda), un projet de quatre sous-marins pour le compte de la Marine royale néerlandaise, sélectionné le 15 mars 2024 pour succéder à la classe Walrus.

## France: classe Suffren
Le programme de sous-marins Barracuda a été notifié le 23 décembre 2006 à Naval Group, maître d'œuvre d'ensemble du navire, et à TechnicAtome, maître d’œuvre de la chaufferie nucléaire embarquée, pour une première tranche ferme portant sur le développement et la réalisation du Suffren, premier des six Barracuda. Il porte également sur le maintien en condition opérationnelle des SNA dans leurs premières années de service.
Les Barracuda sont destinés à remplacer les sous-marins du type « Rubis en version Améthyste ».
Le sous-marin nucléaire d'attaque de nouvelle génération Barracuda est une composante majeure des forces de projection pour la Marine nationale. Outre la lutte anti-surface et anti-sous-marine, le Barracuda compte parmi ses missions le recueil de renseignement, la mise en œuvre de forces spéciales (commandos) grâce au dry deck shelter (valises sèches) et la capacité de frappe contre la terre grâce au missile de croisière naval (MDCN). Il peut emporter vingt armes simultanément dont les futures torpilles lourdes F21, les missiles antinavires SM39 et le MDCN.

## Australie: classe Attack
Le 26 avril 2016, l’Australie annonce la sélection de Naval Group pour faire l'acquisition de douze sous-marins Shortfin Barracuda Block 1A, dérivés du design et des technologies hors propulsion nucléaire. Le programme de 34,5 milliards d'euros (50 milliards de dollars australiens) est le plus important engagement de l'Australie avec la France. Il porte sur douze sous-marins de classe océanique pour remplacer les six sous-marins actuels de la classe Collins fonctionnant avec moteur Diesel et moteur électrique,,.
Ce contrat est finalement annulé par l'Australie le 20 septembre 2021, au profit de sous-marins à propulsion nucléaire américains.

## Pays-Bas: classe Orka
En Décembre 2019, Naval Group, en partenariat avec le constructeur naval néerlandais Royal IHC, fait partie des candidats à la compétition pour équiper d'un nouveau modèle de sous-marin la Marine royale néerlandaise, en remplacement des Walrus. Naval Group propose « des sous-marins expéditionnaires de la famille Barracuda », désignés « Blacksword », un peu plus petits (3.000 tonnes contre 4.500 tonnes). Les autres candidats sont Kockums, en partenariat avec Damen Group, et Thyssenkrupp Marine Systems.
Le 15 mars 2024, Christophe van der Maat (en), le Secrétaire d’État néerlandais à la Défense, annonce que Naval Group a été choisi : « Après un processus de devis minutieux, Naval Group construira les nouveaux sous-marins. Ils ont réussi à proposer une offre équilibrée, polyvalente et réaliste. L’industrie néerlandaise a également un rôle important à jouer, condition importante dans le processus d’attribution ». Le 11 juin suivant, la Chambre des représentants approuve le contrat malgré une forte campagne de presse opposée à ce choix. Le 24 juillet, le recours de TKMS qui concourait sur ce programme, est rejeté par le tribunal de La Haye. Le 10 septembre, un « Accord de coopération industrielle obligatoire » [ICA], d’une valeur d’un milliard d’euros est signé, qui « définit la stratégie de coopération industrielle de Naval Group avec le secteur maritime et de défense néerlandais, impliquant des industries et des centres d’excellence, dans le but de maximiser l’autonomie stratégique ». Le montant du contrat proposé par les Pays-Bas est de 5,6 milliards d’euros, mais Naval Group a fait une offre moins élevée. La signature définitive a lieu le 30 septembre 2024.
Naval Group et ses partenaires auront dix ans pour construire et livrer les deux premiers sous-marins [l’Orka et le Zwaardvis] à la marine royale néerlandaise. Suivront ensuite le Barracuda et le Tijgerhaai, avant 2039. Ces quatre unités seront produites à Cherbourg.

## Commercial

### Prospections en cours
- Grèce : en 2025, la Grèce commence des discussions avec les principaux constructeurs de sous-marins européens, pour l'achat de 4 nouveaux sous-marins capables de compenser l'écart capacitaire avec la Turquie. Les premières consultations évaluent la classe Blekinge du suédois Saab, les types 214 et 209NG de TKMS ainsi que le Scorpène et une version dérivée du Barracuda de Naval Group[11].

### Ventes avortées
- Australie : en 2016, le gouvernement australien signe avec Naval Group un contrat pour la construction de 12 sous-marins conventionnels de classe Attack. Ce contrat est unilatéralement annulé par l'Autralie, au profit de 8 sous-marins nucléaires fournis par les américains. La décision provoque des remous diplomatiques, appelés crise des sous-marins australiens[12].